# Holler If Ya Hear Me
Holler If Ya Hear Me è un singolo del rapper statunitense Tupac Shakur, pubblicato nel 1993 ed estratto dall'album Strictly 4 My N.I.G.G.A.Z..
Nel brano sono presenti dei campionamenti tratti da Do It Any Way You Wanna dei The People's Choice (1975) e da Rebel Without a Pause dei Public Enemy (1987).

## Tracce
1. Holler If Ya Hear Me (Black Caesar Radio Mix)
2. Holler If Ya Hear Me (Black Caesar LP Version)
3. Holler If Ya Hear Me (Black Caesar Instrumental)
4. Holler If Ya Hear Me (Broadway Mix)
5. Holler If Ya Hear Me (New York Stretch Mix)
6. Flex (feat. Young Thugz)